# WCC Team
Das WCC Team ist ein Radsportteam im Frauenradsport auf der Straße.
Es ist mit dem World Cycling Centre des Weltradsportverband Union Cycliste Internationale verbunden und wurde zur Saison 2019 als statenloses UCI Women’s Team bei der UCI registriert. Ziel des Teams ist es, Nachwuchs-Fahrerinnen zu fördern, insbesondere aus Ländern, in denen der Frauenradsport wenig verbreitet ist. Bekannteste ehemalige Fahrerin ist die spätere Weltmeisterin Marlen Reusser, die 2019 ihre Radsportkarriere im WCC Team begann.

## Saison 2025
Mannschaft
| Teamkader 2025          | Teamkader 2025   | Teamkader 2025 | Teamkader 2025                                |
| Name                    | Geburtsdatum     | Land           | Vorheriges Team                               |
| ----------------------- | ---------------- | -------------- | --------------------------------------------- |
| Terézia Ciriaková       | 5. April 2005    | Slowakei       |                                               |
| Yulduz Hashimi          | 8. Juli 2000     | Afghanistan    | Israel-Premier Tech Roland Development (2023) |
| Anna Kolyzhuk           | 21. März 2004    | Ukraine        |                                               |
| Dziyana Lebedz          | 4. Oktober 2002  | Belarus        |                                               |
| Gabriela López          | 23. Februar 2003 | Kolumbien      |                                               |
| Lize-Ann Louw           | 13. März 2002    | Südafrika      |                                               |
| Dewika Sova             | 28. April 2003   | Indonesien     |                                               |
| Janice Stettler         | 30. Juni 2004    | Schweiz        |                                               |
| Teklehaimanot Tsesfay   | 5. Januar 2002   | Äthiopien      | Soltec Team (2023)                            |
| Ksanet Weldemikael      | 13. Juli 2002    | Eritrea        |                                               |
|                         |                  |                |                                               |
| Quelle: ProCyclingStats |                  |                |                                               |

 Erfolge
| Siege | Siege  | Siege | Siege  | Siege  | Siege |
| Datum | Rennen | Staat | Klasse | Sieger |       |
| ----- | ------ | ----- | ------ | ------ | ----- |

## Bisherige Saisonerfolge
| Rennserie                 | 2019 | 2020 | 2021 | 2022 | 2023 | 2024 |
| ------------------------- | ---- | ---- | ---- | ---- | ---- | ---- |
| UCI Women’s WorldTour     | -    | -    | -    | -    | -    | -    |
| andere UCI-Rennen         | 5    | -    | -    | -    | -    | 1    |
| nationale Meisterschaften | 4    | 3    | 3    | -    | -    | 2    |

## Platzierungen in der UCI-Weltrangliste
| UCI Ranking | UCI Ranking | UCI Ranking                       | UCI Ranking |
| Jahr        | Teamwertung | Einzelwertung                     |             |
| ----------- | ----------- | --------------------------------- | ----------- |
| 2019        | 19.         | Marlen Reusser (26. )             |             |
| 2020        | 28.         | Tereza Medveďová (81. )           |             |
| 2021        | 19.         | Frances Janse van Rensburg (77. ) |             |
| 2022        | 53.         | Elina Tasane (426. )              |             |
| 2023        | 57.         | Elina Tasane (447. )              |             |
| 2024        | 41.         | Jasmin Liechti (256. )            |             |
|             |             |                                   |             |
| Quelle: UCI |             |                                   |             |